# Benz Bz.III
Il Benz Bz.III era un motore aeronautico a 6 cilindri in linea raffreddato ad acqua prodotto dall'azienda tedesco imperiale Benz Flugmotoren, divisione aeronautica della Benz & Cie, negli anni dieci del XX secolo e destinato ad equipaggiare velivoli da combattimento.

## Storia
Nel 1914, le esigenze belliche dovute allo scoppio della prima guerra mondiale crearono l'esigenza di sviluppare nuovi motori aeronautici per equipaggiare i velivoli da combattimento che sarebbero stati impiegati nel conflitto. L'Idflieg emise in tal senso una categorizzazione che assegnava la designazione in numeri romani in base alla fascia di potenza e richiedendo alle aziende meccaniche di fornire nuovi modelli che sarebbero poi stati impiegati nelle varie classi di velivoli. Il Gruppe III era quello assegnato ai motori nella fascia di potenza tra i 150 ed i 199 cavalli vapore (PS).
La Benz sviluppò nel 1914 il suo Bz.III, primo di una serie di sviluppi, caratterizzato dalla cilindrata di 14,3 L ed in grado di sviluppare una potenza nominale pari a 150 PS (110 kW), 165 PS al livello del mare, a 1 420 giri al minuto.

## Velivoli utilizzatori
Germania
- AEG C.I
- AEG C.II
- AEG C.III
- AEG C.IV
- AEG N.I
- AGO C.I
- Albatros C.I
- Albatros C.II
- Albatros C.III
- Albatros D.I
- Albatros G.II
- Gotha G.I
- Friedrichshafen FF 33b, e, f h, j, l, s
- Friedrichshafen FF 41
- Hansa-Brandenburg B.I FD
- Hansa-Brandenburg W
- Hansa-Brandenburg KDW
- Hansa-Brandenburg W.18
- Hansa-Brandenburg W.29
- LFG Roland D.VIb
- LVG C.I
- bombardieri R Typ